# Ioan Mitrofan
Ioan Mitrofan (n. 1929 – d. 2002) a fost un istoric, arheolog român și membru al Institutului de Istorie din Cluj.

## Biografie
A întreprins cercetări arheologice la castrul roman de la Sighișoara în anul 1968.